# Promachus ater
Promachus ater är en tvåvingeart som beskrevs av Daniel William Coquillett 1898. Promachus ater ingår i släktet Promachus och familjen rovflugor. Inga underarter finns listade i Catalogue of Life.